# Peter Wollny
Peter Wollny (* 29. Juni 1961 in Sevelen) ist ein deutscher Musikwissenschaftler und Bachforscher. Seit 1993 arbeitet er im Bach-Archiv Leipzig und ist seit 2014 dessen Direktor. Es gelang ihm und seinen Mitarbeitern, wertvolle Dokumente zu Johann Sebastian Bach und seiner Musik nach Leipzig zu holen. Wollny trug zur Neuen Bach-Ausgabe bei und gehört zum Herausgeberteam von Carl Philipp Emanuel Bachs gesammelten Werken. Er ist Professor an der Universität Leipzig und lehrt international.

## Leben
Wollny studierte von 1981 bis 1987 Musikwissenschaft, Kunstgeschichte und Germanistik an der Universität Köln. Er vertiefte das Studium der Musikwissenschaft an der Harvard University bei Christoph  Wolff, Lewis  Lockwood und Reinhold  Brinkmann und wurde 1993 mit einer Dissertation zu Wilhelm Friedemann Bach zum Ph.D. promoviert. Er arbeitete anschließend als wissenschaftlicher Mitarbeiter am Bach-Archiv Leipzig. Dort leitete er ab 2001 das Referat Forschung I, war Referent der Bücherei und Kurator der Handschriftensammlung.
Wollny wurde 2009 an der Universität Leipzig habilitiert, mit seiner Arbeit „Studien zum Stilwandel in der protestantischen Figuralmusik des mittleren 17. Jahrhunderts“. Er wurde 2014 Direktor des Bach-Archivs. 2017 gelang es ihm und seinen Mitarbeitern, das Autograph der Partitur von Bachs Choralkantate O Ewigkeit, du Donnerwort, BWV 20 nach Leipzig zurückzuholen. 2019 erwarb das Bach-Archiv Stimmbücher des letzten Satzes aus Bachs Matthäus-Passion, Wir setzen uns mit Tränen nieder, die in Berlin in den 1770er Jahren entstanden und bewiesen, dass Bachs geistliche Musik zumindest in privaten Zirkeln auch zwischen seinem Tod und der Wiederentdeckung der Matthäus-Passion in Berlin und Breslau musiziert wurde. 2021 erwarb das Bach-Archiv Gustav Mahlers Kopie der Bach-Ausgabe, die aus 59 von 61 Bänden der Ausgabe der Bach-Gesellschaft Leipzig bestand, der ersten Ausgabe von Bachs Werken. Mahler hatte sie mit handgeschriebenen Notizen versehen und seine Bearbeitung der Gavotte aus Bachs Orchestersuite Nr. 3 in D-Dur, BWV 1068, eingefügt. Die Ausgabe befand sich in Privatbesitz und wird der Öffentlichkeit und Musikwissenschaftlern erstmals zugänglich gemacht, wie Wollny der Presse mitteilte. Wollny ist Dramaturg des Bachfests Leipzig.
Seit 2014 ist Wollny auch Professor an der Universität Leipzig. Er unterrichtete regelmäßig in Dresden und als Gast in Weimar, an der Universität der Künste Berlin und der Humboldt-Universität in Berlin. 2020 erhielt er die Ehrendoktorwürde der Universität Uppsala. Seit 2025 ist er Mitglied der Sächsischen Akademie der Wissenschaften.
Wollny ist Mitarbeiter der Neuen Bach-Ausgabe und gehört zum Editorenteam der gesammelten Werke von Carl Philipp Emanuel Bach. Seit 2002 ist er Herausgeber des Jahrbuchs Mitteldeutsche Barockmusik und seit 2005 auch des Bach-Jahrbuchs. Seine Veröffentlichungen gelten überwiegend der Bach-Familie und der Musikgeschichte des 17. und 18. Jahrhunderts.